# Zoe Aggeliki
Zoe Aggeliki,,,  née le 4 janvier 1994 à Karlskrona, est un mannequin et actrice suédoise.
Elle a signé un contrat de mannequin à l'âge de treize ans.
Comme actrice, elle a également été créditée sous le nom de Morgane Slemp.

## Biographie
Zoe parle quatre langues, elle est de mère franco-suédoise et de père grec. Elle a grandi en Suède où un photographe de l'agence MC2 l'avait abordée afin de lui faire signer un contrat à New York.
Sa carrière d'actrice décolle en 2011 avec plusieurs rôles et apparitions tels que : Total Recall, Fun Size, Hostel III, Smash la série télévisée, Dallas ou encore Step Up 4.
Elle mesure 1,76 m,.
En mars 2012 elle a été annoncée comme le personnage principal dans Scared of the Dark, un nouveau film d'horreur produit par Ghost House Pictures et réalisé par Takashi Shimizu aux côtés de David Gallagher et Jake Weber,.
Zoe Aggeliki est sélectionnée en 2012 pour jouer le personnage de Silena Beauregard dans le film Percy Jackson : La Mer des Monstres.
Elle a également été en lice pour jouer le rôle de Johanna Mason dans Hunger Games 2 aux côtés de Jena Malone,.
En juillet 2012, elle a été annoncée pour un rôle récurrent pour la dernière saison dans la série américaine Gossip Girl.